# Sergio Henao Montoya
Sergio Luis Henao Montoya (Rionegro, Antioquia, 10 de desembre de 1987) fou un ciclista colombià, professional des del 2007 fins al 2021.
Després de córrer fins al 2011 en equips colombians, en els quals demostrà les seves qualitats com a escalador i en què destaca la victòria en la general de la Volta a Colòmbia del 2010, el 2012 fitxà pel Team Sky. Amb aquest equip disputà les primeres grans voltes, destacant la novena posició final al Giro d'Itàlia del 2012.
El 2017 i 2018 va aconseguir el Campionat nacional en ruta i la victòria final a la París-Niça (2017).
El seu cosí Sebastián també es dedica al ciclisme.

## Palmarès
- 2006
  - 1r a la Vuelta Gobernacion Norte de Santander
- 2007
  - 1r al Clásico Ciclístico Banfoandes i vencedor de 2 etapes
  - Vencedor d'una etapa a la Volta a Antioquia
  - Vencedor d'una etapa a la Vuelta Gobernacion Norte de Santander
- 2008
  - 1r a la Volta a Colòmbia sub-23 i vencedor de 2 etapes
- 2009
  - 1r al Gran Premi de Portugal i vencedor d'una etapa
  - 1r al Cinturó de Mallorca i vencedor d'una etapa
  - Vencedor d'una etapa a la Coupe des nations Ville Saguenay
- 2010
  - 1r a la Volta a Colòmbia i vencedor de 2 etapes
  - Vencedor d'una etapa del Clàssic RCN
  - Vencedor de 2 etapes a la Volta a Antioquia
- 2011
  - Vencedor de 2 etapes del Tour de Utah
- 2013
  - Vencedor d'una etapa a la Volta al País Basc
  - Vencedor d'una etapa a la Volta a l'Algarve
- 2015
  - Vencedor d'una etapa a la Volta a Polònia
- 2017
  -  Campió de Colòmbia en ruta
  - 1r a la París-Niça
- 2018
  -  Campió de Colòmbia en ruta
- 2024
  - 1r al Tour de Rio i vencedor d'una etapa
- 2025
  - 1r al Jamaica International Cycling Classic

### Resultats al Giro d'Itàlia
- 2012. 9è de la classificació general
- 2013. 16è de la classificació general
- 2018. 13è de la classificació general

### Resultats a la Volta a Espanya
- 2012. 14è de la classificació general
- 2013. 28è de la classificació general
- 2015. 22è de la classificació general
- 2018. 28è de la classificació general
- 2019. 45è de la classificació general
- 2020. 15è de la classificació general

### Resultats al Tour de França
- 2016. 12è de la classificació general
- 2017. 28è de la classificació general
- 2019. 47è de la classificació general
- 2021. 21è de la classificació general